# Leverett Saltonstall
Leverett Atholville Saltonstall (1er septembre 1892 - 17 juin 1979) est un homme politique américain, membre du parti républicain.
Il sert trois mandats de deux ans en tant que 55e gouverneur du Massachusetts, et pendant plus de vingt ans en tant que sénateur des États-Unis (1945-1967).